# Bârlad (rivier)
De Bârlad is een rivier in het oosten van Roemenië, in de regio Moldavië.
De Bârlad is 207 km lang en is een zijrivier van de Siret. De rivier ontspringt in het zuidwesten van Iași, en stroomt tussen de Siret en Proet, door de steden Negrești, Vaslui, Bârlad en Tecuci. Bij de stad Liești mondt de Bârlad uit in de Siret.
De Bârlad stroomt door de districten Iași, Vaslui en Galați.